# Сёстры (Саратовская область)

Сёстры — село в Ивантеевском районе Саратовской области России. Административный центр сельского поселения Канаёвское муниципальное образование.

## История
Казённое село Сёстры (оно же Аксёновка) упоминается в Списке населённых мест Российской империи по сведениям за 1859 год. Село относилось к Николаевскому уезду Самарской губернии. В селе проживали 774 мужчины и 781 женщина. Согласно Списку населённых мест Самарской губернии по сведениям за 1889 год село относилось к Клевенской волости Николаевского уезда Самарской губернии. В селе проживало 2667 жителей. Земельный надел, общий с селом Канаёвка, составлял 15093 десятины удобной и 1686 десятин неудобной земли, имелось церковь, земская школа, 7 ветряных и 1 водяная мельница, проводились 3 ярмарки. Согласно переписи 1897 года в селе проживало 2031 человек, в т.ч. православных - 2023
Впоследствии было передано в Канаёвскую волость. Согласно Списку населённых мест Самарской губернии 1910 года село населяли бывшие государственные крестьяне, русские, православные, старообрядцы и молокане, 1174 мужчина и 1202 женщины, в селе имелись церковь, земская и церковно-приходская школы, 6 ветряных мельниц. Земельный надел - 6306 десятин удобной и 783 десятины неудобной земли.

## Физико-географическая характеристика
Село находится в Заволжье, на правом берегу реки Сестра (левый приток реки Большой Иргиз). Высота центра населённого пункта - 32 метра над уровнем моря. Рельеф местности равнинный. Почвы - пойменные нейтральные и слабокислые.
Село расположено в юго-восточной части Ивантеевского района, в 36 км по прямой от районного центра села Ивантеевка. По автомобильным дорогам расстояние до районного центра составляет 54 км, до областного центра города Саратов - 330 км, до Самары - 190 км.

## Население
Динамика численности населения по годам:
| Население | 1555 | 2667 | 2031 |

| 2002 | 2010 |
| ---- | ---- |
| 276  | ↘207 |

Национальный состав
Согласно результатам переписи 2002 года русские составляли 94 % населения села.